# Buckellacris
Buckellacris is een geslacht van rechtvleugeligen uit de familie veldsprinkhanen (Acrididae). De wetenschappelijke naam van dit geslacht is voor het eerst geldig gepubliceerd in 1945 door Rehn & Rehn.

## Soorten
Het geslacht Buckellacris omvat de volgende soorten:
- Buckellacris chilcotinae Hebard, 1922
- Buckellacris hispida Bruner, 1885
- Buckellacris nuda Walker, 1898